# Fabio Mainoni
Tullio Luigi Fabio Mainoni (* 21. Juni 1880 in Como; † 26. August 1958 in Draguignan, Frankreich) war ein italienischer Schwimmer.

## Karriere
Mainoni nahm 1900 an den Olympischen Spielen in Paris teil. Im Wettbewerb über 4000 m Freistil erreichte der Italiener den sechsten Rang.
Neben seinen Schwimmtätigkeiten studierte Mainoni Wirtschaftswissenschaften in Mailand. 1902 war er Präsident der Federazione Italiana Nuoto.